# Liên minh Bưu chính Quốc tế
Liên minh Bưu chính Quốc tế hay Liên hiệp Bưu chính Quốc tế (tiếng Anh: Universal Postal Union hay viết tắt UPU, tiếng Pháp: Union postale universelle) là một Tổ chức Quốc tế điều hợp các chính sách bưu chính giữa các quốc gia thành viên và hệ thống bưu chính toàn cầu. Liên hiệp Bưu chính có bốn cơ quan gồm Hội đồng khoáng đại, Hội đồng quản trị, Hội đồng Điều hành Bưu chính, và Nha Quốc tế. Liên hiệp Bưu chính cũng đảm nhiệm việc giám sát Dịch vụ Bưu vụ tốc hành. Mỗi thành viên trong liên minh thỏa thuận dùng chung một bộ luật đồng nhất cho các chức năng bưu chính quốc tế. Trụ sở của Liên hiệp Bưu chính Quốc tế đặt ở Bern, Thụy Sĩ.

## Tổng quan
Trước khi thành lập Liên minh Bưu chính Quốc tế, một quốc gia phải ký một hiệp ước bưu chính riêng biệt với mỗi quốc gia khác mà mình muốn chuyển thư quốc tế đi và về. Hoa Kỳ đã kêu gọi cho một hội nghị bưu chính quốc tế mà sau đó được tổ chức vào năm 1863. Việc này dẫn đến việc Heinrich von Stephan, thuộc hoàng gia Vương quốc Phổ và sau này là Bộ trưởng Bưu điện Đức thành lập Liên minh Bưu chính Quốc tế, tổ chức quốc tế xưa hạng ba (sau Ủy ban Trung ương đặc trách Giao thông trên sông Rhine và Liên minh Viễn thống Quốc tế). Nó được thành lập vào năm 1874 dưới tên gọi "Liên minh Tổng Bưu chính" (General Postal Union) khi Hiệp ước Berne được ký kết vào ngày 9 tháng 10 năm 1874. Năm 1878, tên được đổi thành "Liên minh Bưu chính Quốc tế".
Liên minh Bưu chính Quốc tế xác định rằng: 
1. nên có giá nhất định ít hoặc nhiều đồng bộ hơn cho thư gởi đi khắp nơi trên thế giới;
2. các thẩm quyền bưu chính nên đối xử công bằng đối với thư quốc tế và quốc nội
3. mỗi quốc gia nên giữ lại tất cả số tiền thu được qua việc bán tem quốc tế.

Một trong những kết quả quan trọng nhất của hiệp ước Liên minh Bưu chính Quốc tế là chấm dứt sự cần thiết như đã từng như thế trước đây đòi hỏi phải gắn tem thư của bất cứ quốc gia nào mà thư từ hay bưu kiện sẽ được trung chuyển qua; Liên minh Bưu chính Quốc tế nói rằng tem của các quốc gia thành viên đều được chấp nhận suốt đường vận chuyển quốc tế.
Sau khi Liên Hợp Quốc được thành lập, Liên minh Bưu chính Quốc tế trở thành một cơ quan đặc trách của Liên Hợp Quốc.
Năm 1969 Liên minh Bưu chính Quốc tế giới thiệu một hệ thống trả tiền mới mà theo đó cước phí có thể được trả giữa các quốc gia dựa theo sự sai khác tổng trọng lượng thư giữa các quốc gia tương ứng. Hệ thống mới này công bằng hơn đối với lưu lượng thư mỗi ngày theo chiều này nhiều hơn chiều ngược lại. Khi việc này làm ảnh hưởng đến chi phí giao các tạp chí, Liên minh Bưu chính Quốc tế thảo ra một hệ thống "hạn ngạch" mới, được sử dụng năm 1991.
Hệ thống đặt ra cước phí dành cho thư từ và tạp chí riêng biệt cho các quốc gia nào nhận ít nhất 150 tấn thư hàng năm. Đối với các quốc gia có ít thư, cưới phí nhất định ban đầu vẫn giữ nguyên. Hoa Kỳ có thương thảo riêng với 13 quốc gia châu Âu về cách thức tính tiền cước phí tại nơi thư đến mà bao gồm có giá từng thư cộng giá từng ký, và cũng có đồng ý tương tự với Canada.
Liên minh Bưu chính Quốc tế cũng có điều hành hệ thống địa chỉ và tem thư hồi đáp quốc tế qua Văn phòng Hoán đổi Liên lãnh thổ (Extraterritorial Office of Exchange).

### Các hoạt động nghiên cứu và phát hành tem
Liên minh Bưu chính Quốc tế, cùng với Hội Phát triển Nghiên cứu và Phát hành tem Thế giới (WADP), đã phát triển hệ thống mã số của hội, gọi tắt là "WNS", được khởi sự vào tháng 1 năm 2002. Trang web của hội (www.wnsstamps.ch/en/) có chỗ điền vào dành cho 160 quốc gia và các vùng lãnh thổ với trên 25.000 tem thư đã được đăng ký từ năm 2002. Nhiều trong số có hình ảnh mà thông thường có bản quyền của quốc gia phát hành nhưng cả Liên minh Bưu chính Quốc tế và Hội cho phép tải trực tuyến.

## Các tiêu chuẩn đặt ra của Liên minh Bưu chính Quốc tế
Các tiêu chuẩn là những nhân tố quan trọng trước tiên đối với các hoạt động bưu chính hữu hiệu cũng như liên kết hệ thống toàn cầu. Ban đặc trách tiêu chuẩn của Liên minh Bưu chính Quốc tế phát triển và duy trì một con số càng gia tăng các tiểu chuẩn quốc tế để cải thiện sự hoán đổi thông tin có liên quan đến bưu chính giữa các cơ quan bưu chính khắp nơi và cổ vỏ cho tính tương đối đồng bộ các sáng kiến bưu chính quốc tế và Liên minh Bưu chính Quốc tế. Ban này làm việc với các tổ chức vận chuyển bưu chính, khách hàng, các nhà cung cấp vật liệu, và những người hợp tác khác trong đó có vô số các tổ chức quốc tế khác nhau. Ban đặc trách tiêu chuẩn muốn chắc chắn rằng các tiêu chuẩn mạch lạc này được phát triển trong các lãnh vực như Hệ thống Hoán đổi Dữ liệu Điện tử (Electronic Data Interchange), mã hóa thư từ, các phiếu điền bưu chính. Các tiêu chuẩn của Liên minh Bưu chính Quốc tế được thảo ra theo các quy định có nói trong Phần V của "Thông tin tổng quát về các tiêu chuẩn của UPU" Lưu trữ ngày 20 tháng 12 năm 2008 tại Wayback Machine và được Văn phòng Quốc tế của UPU phát hành theo đúng quy định ghi trong Phần VII.

## Các hội nghị của Liên minh Bưu chính Quốc tế
- Hội nghị thứ 1: 1874 tại Bern, Thụy Sĩ
- Hội nghị thứ 2: 1878 tại Paris, Pháp
- Hội nghị thứ 3: 1885 tại Lisbon, Bồ Đào Nha
- Hội nghị thứ 4: 1891 tại Viên, Áo-Hungary
- Hội nghị thứ 5: 1897 tại Washington, DC, Hoa Kỳ
- Hội nghị thứ 6: 1906 tại Roma, Ý
- Hội nghị thứ 7: 1920 tại Madrid, Tây Ban Nha
- Hội nghị thứ 8: 1924 tại Stockholm, Thụy Điển
- Hội nghị thứ 9: 1929 tại Luân Đôn, Vương quốc Anh
- Hội nghị thứ 10: 1934 tại Cairo, Ai Cập
- Hội nghị thứ 11: 1939 tại Buenos Aires, Argentina
- Hội nghị thứ 12: 1947 tại Paris, Pháp
- Hội nghị thứ 13: 1952 tại Bruxelles, Bỉ
- Hội nghị thứ 14: 1957 tại Ottawa, Canada
- Hội nghị thứ 15: 1964 tại Viên, Úc
- Hội nghị thứ 16: 1969 tại Tokyo, Nhật Bản
- Hội nghị thứ 17: 1974 tại Lausanne, Thụy Sĩ
- Hội nghị thứ 18: 1979 tại Rio de Janeiro, Brasil
- Hội nghị thứ 19: 1984 tại Hamburg, Tây Đức
- Hội nghị thứ 20: 1989 tại Washington, DC, Hoa Kỳ
- Hội nghị thứ 21: 1994 tại Seoul, Hàn Quốc
- Hội nghị thứ 22: 1999 tại Bắc Kinh, Cộng hòa Nhân dân Trung hoa
- Hội nghị thứ 23: 2004 tại Bucharest, România
- Hội nghị thứ 24: 2008 tại Geneva, Thụy Sĩ.

## Cuộc thi Viết thư Quốc tế UPU
Viết thư quốc tế UPU  là cuộc thi do Liên minh Bưu chính Thế giới (gọi tắt là UPU)- (cùng sự hỗ trợ của UNESCO) tổ chức hằng năm dành cho Trẻ em trên Thế giới (191 nước thành viên của UPU), diễn ra hằng năm, đến nay đã 54 năm (từ 1971–2025). Tại Đại hội Liên minh Bưu chính Thế giới lần thứ XVI được tổ chức tại Tokyo - Nhật Bản năm 1969 (khi đó mới chỉ có 133 nước tham gia) đã đưa ra ý kiến chính thức C67/1969 (formal opinion C67) về việc tổ chức Cuộc thi viết thư dành cho thiếu nhi này. Và với sự hỗ trợ của Tổ chức Giáo dục, Khoa học và Văn hóa Liên Hợp Quốc UNESCO, Liên minh Bưu chính Quốc tế đã chính thức khởi xướng cuộc thi bắt đầu từ năm 1971 cho tới nay. Mỗi năm, Trụ sở chính của UPU tại Bern - Thụy Sĩ sẽ ra một đề tài (trong khuôn khổ hoạt động của Liên hợp quốc), các nước thành viên tiếp nhận đề tài của cuộc thi sau đó triển khai rộng rãi bằng các phương tiện thông tin đại chúng trong đất nước của mình, chấm và chọn ra bài xuất sắc nhất để gửi dự thi Quốc tế. Vượt qua khuôn khổ của một cuộc thi viết văn thông thường, Viết thư Quốc tế UPU đã trở thành hoạt động mang tính xã hội cao, thu hút đông đảo tuổi trẻ học đường vào hoạt động lành mạnh, thiết thực và là hình thức giáo dục đang được xã hội quan tâm. Với tuổi đời gần nửa thế kỷ, cùng rất nhiều những tác phẩm văn học ấn tượng, in đậm hơi thở thời đại của những tác giả trẻ tuổi đến từ khắp hành tinh được vinh danh; Viết thư Quốc tế UPU đã được các tổ chức giáo dục trên toàn thế giới đánh giá là một trong số ít những cuộc thi có truyền thống lâu đời, mang sức hấp dẫn & thuyết phục mạnh mẽ và tính giáo dục lớn nhất thế giới. Việt Nam là một thành viên của UPU và cũng là một trong những đất nước hưởng ứng nhiệt tình cuộc thi tầm cỡ Quốc tế này với nhiều học sinh hưởng ứng
(Trên đây là phần mở đầu của bài viết Viết thư quốc tế UPU, thông tin chi tiết về cuộc thi luôn được cập nhật tại đây)

## Các quốc gia thành viên
Tất cả các quốc gia trong Liên Hợp Quốc có thể trở thành quốc gia thành viên của Liên minh Bưu chính Quốc tế. 192 quốc gia trong Liên Hợp Quốc là thành viên của Liên minh Bưu chính Quốc tế trừ Andorra, Quần đảo Marshall, Liên bang Micronesia và Palau vì tình trạng liên quan đến Liên minh Bưu chính Quốc tế chưa được giải quyết. Các quốc gia không phải là thành viên của Liên Hợp Quốc cũng có thể làm thành viên của Liên minh Bưu chính Quốc tế nếu hai phần ba số các quốc gia thành viên chấp thuận yêu cầu của họ. Vatican là một quốc gia thành viên của Liên minh Bưu chính Quốc tế và là quan sát viên không phải thành viên của Liên Hợp Quốc.
Liên minh Bưu chính Quốc tế có 191 quốc gia thành viên trong đó có các lãnh thổ của Hà Lan như Antille thuộc Hà Lan và Aruba là một thành viên riêng của Liên minh Bưu chính Quốc tế, và các lãnh thổ hải ngoại của Vương quốc Anh, không phải là các quốc gia độc lập. Thành viên mới nhất là Montenegro, gia nhập vào ngày 26 tháng 7 năm 2006.
Trung Hoa Dân Quốc gia nhập vào ngày 1 tháng 3 năm 1914. Sau khi Cộng hòa Nhân dân Trung Hoa được thành lập, Trung Hoa Dân Quốc tiếp tục đại diện cho Trung Quốc tại Liên minh Bưu chính Quốc tế cho đến khi Liên minh Bưu chính Quốc tế quyết định công nhận Cộng hòa Nhân dân Trung Hoa vào ngày 13 tháng 4 năm 1972 như đại diện chính thức của Trung Quốc.

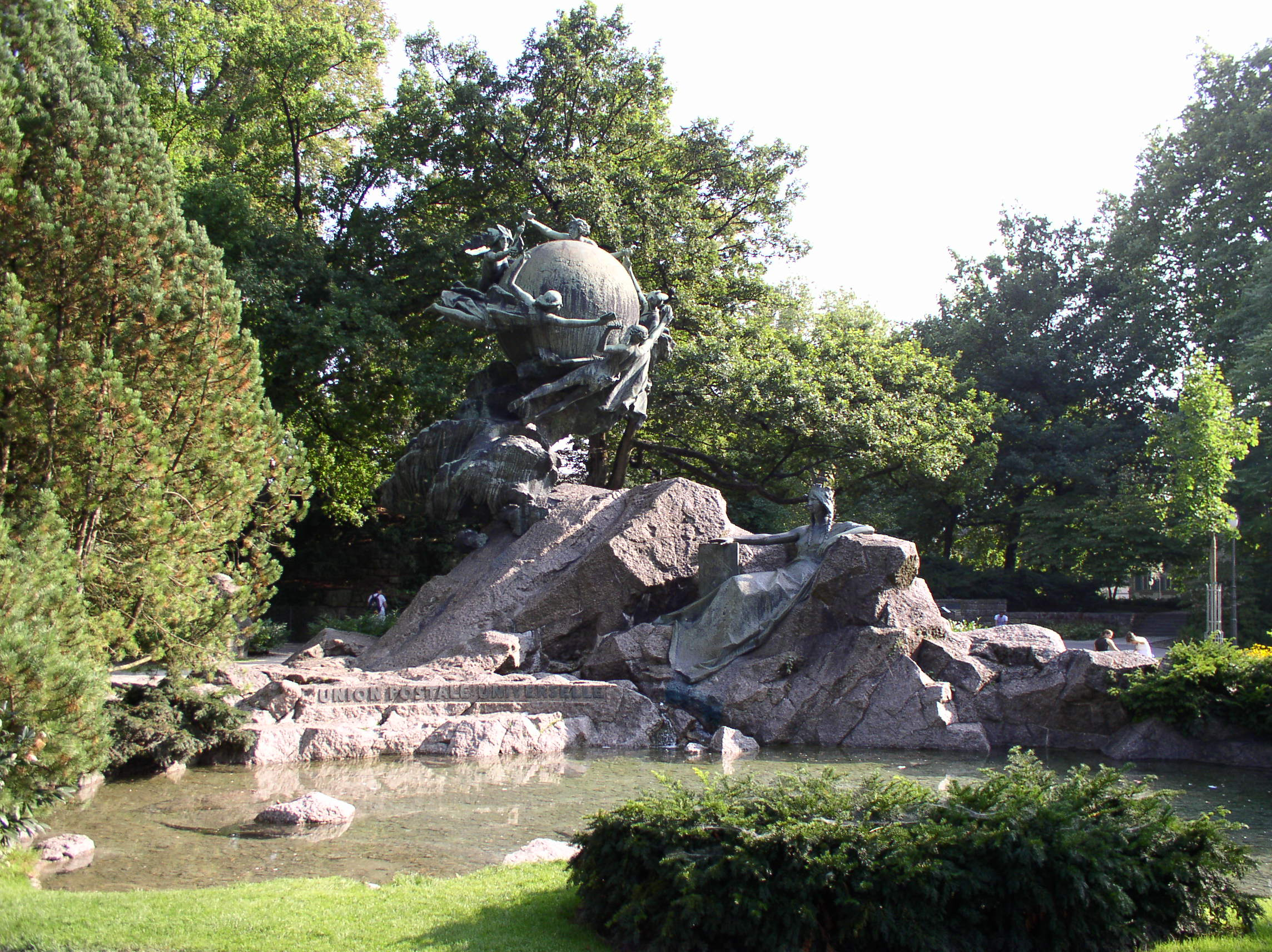
Tượng đài Liên minh Bưu chính Quốc tế (Weltpostdenkmal) tại Berne

Nhiều quốc gia không được công nhận khác như Somaliland và Cộng hòa Thổ Nhĩ Kỳ miền Bắc Síp phải để thư tín của họ đi qua các quốc gia thứ ba vì Liên minh Bưu chính Quốc tế không cho phép giao thư từ quốc tế trực tiếp (thư từ của Cộng hòa Bắc Síp Thổ Nhĩ Kỳ phải đi qua Thổ Nhĩ Kỳ và thư từ của Somaliland đi qua Ethiopia). Các vùng đất khác không có đại diện Liên minh Bưu chính Quốc tế là Thẩm quyền Quốc gia Palestine (mặc dù điều này có thể sớm thay đổi) và Cộng hòa Sahrawi / Tây Sahara.
Các quốc gia thành viên được ghi dưới đây theo thứ tự chữ cái theo tên chuẩn tiếng Anh ISO 3166 cùng với ngày gia nhập Liên minh Bưu chính Quốc tế (một số quốc gia có ghi nhiều ngày gia nhập). Các lãnh thổ của các quốc gia thành viên có chủ quyền được ghi bên dưới quốc gia đó.

### Xếp thứ tự theo chuẩn ISO 3166 tiếng Anh

#### A

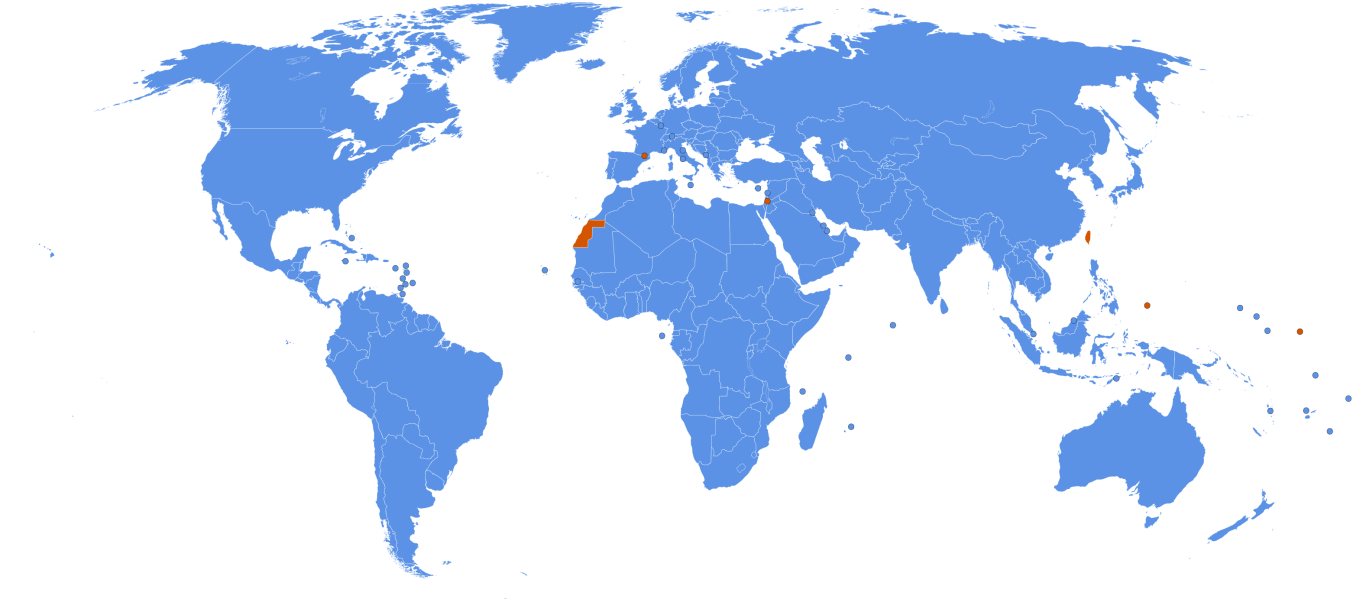
Thành viên của Liên minh Bưu chính Quốc tế

- Afghanistan - 1 tháng 4 năm 1928
- Albania - 1 tháng 5 năm 1922
- Algérie - 1 tháng 10 năm 1907
- Angola - 1 tháng 5 năm 1977
- Antigua và Barbuda - 20 tháng 1 năm 1994
- Argentina - 1 tháng 4 năm 1878
- Armenia - 14 tháng 10 năm 1992
- Úc - 1 tháng 10 năm 1907

-  Đảo Norfolk

- Áo - 1 tháng 7 năm 1875
- Azerbaijan - 1 tháng 4 năm 1993

#### B
- Bahamas - 24 tháng 4 năm 1974
- Bahrain - 21 tháng 12 năm 1973
- Bangladesh - 7 tháng 2 năm 1973
- Barbados - 11 tháng 11 năm 1967
- Belarus - 13 tháng 5 năm 1947
- Bỉ - 1 tháng 7 năm 1875
- Belize - 1 tháng 10 năm 1982
- Bénin - 27 tháng 4 năm 1961
- Bhutan - 7 tháng 5 năm 1969
- Bolivia - 1 tháng 4 năm 1886
- Bosna và Hercegovina - 1 tháng 7 năm 1892; 26 tháng 1 năm 1993
- Botswana - 12 tháng 1 năm 1968
- Brunei - 15 tháng 1 năm 1985
- Brasil - 1 tháng 7 năm 1877
- Bulgaria - 1 tháng 7 năm 1879
- Burkina Faso - 29 tháng 5 năm 1963
- Burundi - 6 tháng 4 năm 1963

#### C
- Campuchia - 21 tháng 12 năm 1951
- Cameroon - 26 tháng 7 năm 1960
- Canada - 1 tháng 7 năm 1878
- Cabo Verde - 30 tháng 9 năm 1976
- Trung Phi - 28 tháng 6 năm 1961
- Tchad - 23 tháng 6 năm 1961
- Chile - 1 tháng 4 năm 1881
- Trung Quốc - 1 tháng 5 năm 1914[5]

-  Hồng Kông - 1 tháng 4 năm 1877
-  Ma Cao

- Colombia - 1 tháng 7 năm 1881
- Comoros - 29 tháng 7 năm 1976
- Congo, Democratic Republic of the - 1 tháng 1 năm 1886
- Congo, Republic of - 5 tháng 7 năm 1961
- Costa Rica - 1 tháng 1 năm 1883
- Bờ Biển Ngà - 23 tháng 5 năm 1961
- Croatia - 20 tháng 7 năm 1992
- Cuba - 4 tháng 10 năm 1902
- Síp - 23 tháng 11 năm 1961
- Cộng hòa Séc - 18 tháng 5 năm 1920; 18 tháng 5 năm 1993

#### D
- Đan Mạch - 1 tháng 7 năm 1875

-  Quần đảo Faroe
-  Greenland

- Djibouti - 6 tháng 6 năm 1978
- Dominica - 31 tháng 1 năm 1980
- Cộng hòa Dominica - 1 tháng 10 năm 1880

#### E
- Ecuador - 1 tháng 7 năm 1880
- Ai Cập - 1 tháng 7 năm 1875
- El Salvador - 1 tháng 4 năm 1879
- Guinea Xích Đạo - 24 tháng 7 năm 1970
- Eritrea - 19 tháng 8 năm 1993
- Estonia - 7 tháng 7 năm 1922; 30 tháng 4 năm 1992
- Ethiopia - 1 tháng 11 năm 1908

#### F
- Fiji - 18 tháng 6 năm 1971
- Phần Lan (bao gồm Quần đảo Åland) - 12 tháng 2 năm 1918
- Pháp - 1 tháng 1 năm 1876

Các lãnh thổ hải ngoại của Pháp
-  Guyane thuộc Pháp
-  Guadeloupe (gồm có Saint Barthélemy và Saint Martin)
- Martinique
-  Réunion
- Saint Pierre và Miquelon

Các lãnh thổ nằm trong sự quản lý của Liên minh Bưu chính Quốc tế theo điều khoản 23 Hiến chương Liên minh Bưu chính Quốc tế
-  Polynésie thuộc Pháp (gồm có Đảo Clipperton)
- Vùng đất Nam Cực và Nam thuộc Pháp
-  Nouvelle-Calédonie
- Wallis và Futuna

#### G
- Gabon - 17 tháng 7 năm 1961
- Gambia - 9 tháng 10 năm 1974
- Gruzia - 1 tháng 4 năm 1993
- Đức - 1 tháng 7 năm 1875
- Ghana - 10 tháng 10 năm 1957
- Grenada - 30 tháng 1 năm 1978
- Guatemala - 1 tháng 8 năm 1881
- Guinée - 6 tháng 5 năm 1959
- Guiné-Bissau - 30 tháng 5 năm 1974
- Guyana - 22 tháng 5 năm 1967

#### H
- Haiti - 1 tháng 7 năm 1881
- Hàn Quốc - 1 tháng 1 năm 1900
- Honduras - 1 tháng 4 năm 1879
- Hungary - 1 tháng 7 năm 1875
- Hy Lạp - 1 tháng 7 năm 1875

#### I

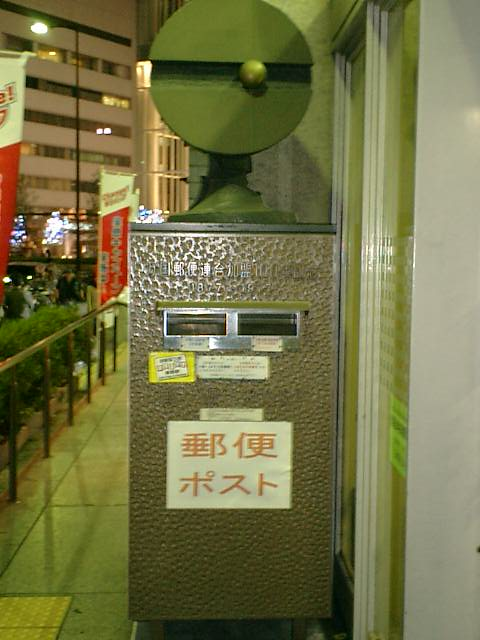
Đài kỷ niệm bưu chính đặt tại Osaka, Nhật Bản năm 1977, đánh dấu năm thứ 100 Nhật Bản gia nhập Liên minh Bưu chính Quốc tế.

- Iceland - 15 tháng 11 năm 1919
- Ấn Độ - 1 tháng 7 năm 1876
- Indonesia - 1 tháng 5 năm 1877
- Iran - 1 tháng 9 năm 1877
- Iraq - 22 tháng 4 năm 1929
- Ireland - 6 tháng 9 năm 1923
- Israel - 24 tháng 12 năm 1949
- Ý - 1 tháng 3 năm 1957

#### J
- Jamaica - 29 tháng 8 năm 1963
- Nhật Bản - 1 tháng 6 năm 1877
- Jordan - 16 tháng 5 năm 1947

#### K
- Kazakhstan - 27 tháng 8 năm 1992
- Kenya - 27 tháng 10 năm 1964
- Kiribati - 14 tháng 8 năm 1984
- Cộng hòa Dân chủ Nhân dân Triều Tiên - 1 tháng 1 năm 1900; 6 tháng 6 năm 1974
- Kuwait - 16 tháng 2 năm 1960
- Kyrgyzstan - 26 tháng 1 năm 1993

#### L
- Lào - 20 tháng 5 năm 1952
- Latvia - 1 tháng 10 năm 1921; 17 tháng 6 năm 1992
- Liban - 12 tháng 5 năm 1931; 15 tháng 5 năm 1946
- Lesotho - 6 tháng 9 năm 1967
- Liberia - 1 tháng 4 năm 1879
- Libya - 4 tháng 6 năm 1952
- Liechtenstein - 13 tháng 4 năm 1962
- Litva - 1 tháng 1 năm 1922; 10 tháng 1 năm 1992
- Luxembourg - 1 tháng 7 năm 1875

#### M
- Madagascar - 2 tháng 11 năm 1961
- Malawi - 25 tháng 10 năm 1966
- Malaysia - 17 tháng 1 năm 1958
- Maldives - 15 tháng 8 năm 1967
- Mali - 21 tháng 4 năm 1961
- Malta - 21 tháng 5 năm 1965
- Mauritanie - 22 tháng 5 năm 1967
- Mauritius - 29 tháng 8 năm 1969
- México - 1 tháng 4 năm 1879
- Moldova - 16 tháng 11 năm 1992
- Monaco - 12 tháng 10 năm 1955
- Mông Cổ - 24 tháng 8 năm 1963
- Montenegro - 26 tháng 7 năm 2006
- Maroc - 1 tháng 10 năm 1920
- Mozambique - 11 tháng 10 năm 1978
- Myanmar - 4 tháng 10 năm 1949

#### N
- Namibia - 30 tháng 4 năm 1992
- Nauru - 17 tháng 4 năm 1969
- Nepal - 11 tháng 10 năm 1956
- Hà Lan - 1 tháng 7 năm 1875

Netherlands Antilles và Aruba - 1 tháng 7 năm 1875
-  Aruba
-  Antille thuộc Hà Lan

- New Zealand (bao gồm Ross Dependency) - 1 tháng 10 năm 1907

-  Quần đảo Cook
-  Niue
-  Tokelau

- Nicaragua - 1 tháng 5 năm 1882
- Niger - 12 tháng 6 năm 1961
- Nigeria - 10 tháng 7 năm 1961
- Na Uy - 1 tháng 7 năm 1875

#### O
- Oman - 17 tháng 8 năm 1971

#### P
- Pakistan - 10 tháng 11 năm 1947
- Panama - 11 tháng 6 năm 1904
- Papua New Guinea - 4 tháng 6 năm 1976
- Paraguay - 1 tháng 7 năm 1881
- Perú - 1 tháng 4 năm 1879
- Philippines - 1 tháng 1 năm 1922
- Ba Lan - 1 tháng 5 năm 1919
- Bồ Đào Nha - 1 tháng 7 năm 1875

#### Q
- Qatar - 31 tháng 1 năm 1969

#### R
- România - 1 tháng 7 năm 1875
- Nga - 1 tháng 7 năm 1875
- Rwanda - 6 tháng 4 năm 1963

#### S
- Saint Kitts và Nevis - 11 tháng 1 năm 1988
- Saint Lucia - 10 tháng 7 năm 1980
- Saint Vincent và Grenadines - 3 tháng 2 năm 1981
- Samoa - 9 tháng 8 năm 1989
- San Marino - 1 tháng 7 năm 1915
- São Tomé và Príncipe - 22 tháng 8 năm 1977
- Ả Rập Xê Út - 1 tháng 1 năm 1927
- Sénégal - 14 tháng 6 năm 1961
- Serbia - 1 tháng 7 năm 1875; 24 tháng 12 năm 1921; 18 tháng 6 năm 2001
- Seychelles - 7 tháng 10 năm 1977
- Sierra Leone - 29 tháng 1 năm 1962
- Singapore - 8 tháng 1 năm 1966
- Slovakia - 18 tháng 5 năm 1920; 18 tháng 5 năm 1993
- Slovenia - 24 tháng 12 năm 1921; 27 tháng 8 năm 1992
- Quần đảo Solomon - 4 tháng 5 năm 1984
- Somalia - 1 tháng 4 năm 1959
- Nam Phi - 1 tháng 1 năm 1893; 22 tháng 8 năm 1994
- Tây Ban Nha - 1 tháng 7 năm 1875
- Sri Lanka - 13 tháng 7 năm 1949
- Sudan - 28 tháng 7 năm 1956
- Suriname - 1 tháng 5 năm 1877; 20 tháng 4 năm 1976
- Eswatini - 7 tháng 11 năm 1969
- Thụy Điển - 1 tháng 7 năm 1875
- Thụy Sĩ - 1 tháng 7 năm 1875
- Syria - 12 tháng 5 năm 1931; 15 tháng 5 năm 1946

#### T
- Tajikistan - 9 tháng 6 năm 1994
- Tanzania - 29 tháng 5 năm 1963
- Thái Lan - 1 tháng 7 năm 1885
- Macedonia[7] - 12 tháng 7 năm 1993 (tên theo UPU là The former Yugoslav Republic of Macedonia nên sắp theo vần "T")
- Đông Timor - 28 tháng 11 năm 2003
- Togo - 21 tháng 3 năm 1962
- Tonga (bao gồm Niuafo'ou) - 26 tháng 1 năm 1972
- Trinidad và Tobago - 15 tháng 6 năm 1963
- Tunisia - 1 tháng 7 năm 1888
- Thổ Nhĩ Kỳ - 1 tháng 7 năm 1875
- Turkmenistan - 26 tháng 1 năm 1993
- Tuvalu - 3 tháng 2 năm 1981

#### U
- Uganda - 13 tháng 2 năm 1964
- Ukraina - 13 tháng 5 năm 1947
- UAE - 30 tháng 3 năm 1973
- Anh Quốc - 1 tháng 7 năm 1875

 Gia nhập tự đông vì là lãnh thổ Vương miện Anh
-  Guernsey
-  Đảo Man
-  Jersey

Các lãnh thổ hải ngoại của Anh - 1 tháng 4 năm 1877
-  Anguilla
-  Bermuda
-  Lãnh thổ Ấn Độ Dương (Anh)
-  Quần đảo Virgin (Anh)
-  Quần đảo Cayman
-  Quần đảo Falkland
-  Gibraltar
-  Montserrat
-  Quần đảo Pitcairn
-  Nam Georgia và Quần đảo Nam Sandwich
-  Saint Helena

Các vùng phụ thuộc St Helena
-  Ascension
-  Tristan da Cunha

-  Quần đảo Turks và Caicos

- Hoa Kỳ - 1 tháng 7 năm 1875 (Tuyên bố rút khỏi liên minh vào ngày 18 tháng 10 năm 2018)

Các lãnh thổ nằm trong sự điều hành của UPU theo điều khoản 23 Hiến chương Liên minh Bưu chính Quốc tế
-  Guam
-  Puerto Rico
-  Samoa thuộc Mỹ
-  Quần đảo Virgin (Mỹ)
-  Quần đảo Bắc Mariana (bao gồm Saipan và Tinian)

- Uruguay - 1 tháng 7 năm 1880
- Uzbekistan - 24 tháng 2 năm 1994

#### V
- Vanuatu - 16 tháng 7 năm 1982
- Thành Vatican - 1 tháng 6 năm 1929
- Venezuela - 1 tháng 1 năm 1880
- Việt Nam Cộng hòa - 20 tháng 10 năm 1951, sau đó  Việt Nam kế thừa năm 1976[8]

#### Y
- Yemen - 1 tháng 1 năm 1930

#### Z
- Zambia - 22 tháng 3 năm 1967
- Zimbabwe - 31 tháng 7 năm 1981